# László Foltán (1984)
László Foltán (Budapest, 22 de marzo de 1984) es un deportista húngaro que compitió en piragüismo en la modalidad de aguas tranquilas. Ganó 2 medallas en el Campeonato Mundial de Piragüismo de 2009, y 2 medallas de bronce en el Campeonato Europeo de Piragüismo, en los años 2008 y 2009. Es hijo del también piragüista László Foltán, campeón olímpico en Moscú 1980.

## Palmarés internacional
| Campeonato Mundial | Campeonato Mundial     | Campeonato Mundial | Campeonato Mundial |
| Año                | Lugar                  | Medalla            | Competición        |
| ------------------ | ---------------------- | ------------------ | ------------------ |
| 2009               | Dartmouth (Canadá)     | Medalla de plata   | C1 4 × 200 m       |
| 2009               | Dartmouth (Canadá)     | Medalla de bronce  | C4 200 m           |
| Campeonato Europeo |                        |                    |                    |
| Año                | Lugar                  | Medalla            | Competición        |
| 2008               | Milán (Italia)         | Medalla de bronce  | C1 200 m           |
| 2009               | Brandeburgo (Alemania) | Medalla de bronce  | C1 4 × 200 m       |